# Ghost Movie
Ghost Movie (A Haunted House) è un film del 2013 diretto da Michael Tiddes.
Il film statunitense è una parodia della serie Paranormal Activity e di altri film di genere found footage.

## Trama
Malcolm abita da solo in una grande casa con la sua colf latinoamericana Rosa e il suo amatissimo cane, ma sta per iniziare la sua convivenza con Kisha, la sua fidanzata. Appena arriva, la ragazza uccide il cane di Malcolm (che cerca invano di rianimarlo) investendolo involontariamente con l'auto. La ragazza, dopo aver sistemato vari scatoloni, va a letto con il fidanzato, che si aspetta di fare sesso, ma lei gli arriva a letto tutta vestita, con i bigodini e una crema in faccia. Durante la notte la ragazza emette una serie di peti e Malcolm è costretto ad alzarsi e spruzzare del deodorante.
Il giorno dopo viene fatta una festa con gli amici di Malcolm, Steve e la sua fidanzata, che ha l'abitudine di mostrare il seno e il sedere in pubblico. Qui viene rivelato che Kisha da ragazzina ha fatto un patto col diavolo per delle belle scarpe a tacco alto. A partire da qui accadono una serie di strani e improbabili avvenimenti che tradiscono la presenza di un essere paranormale in casa: la porta della camera da letto che si chiude da sola, le padelle e i bicchieri che cadono da soli, Kisha che si versa il latte scaduto addosso, entrambi i ragazzi che hanno rapporti sessuali con un'entità invisibile e vengono trascinati nell'aria. Malcom chiama i "Ghostbusters", Dan e il suo stupido fratello Bobby, che gli montano delle videocamere in vari punti della casa, ma lasciano scoperto l'ingresso, così Malcolm provvede fissando la sua videocamera portatile alla base del ventilatore che ruota. Tramite questo sistema la coppia vedrà le ridicole esperienze delle notti passate (che entrambi hanno vissuto in maniera inconscia).
Viene chiamato Chip, un ingenuo sensitivo omosessuale con poteri dentro e fuori il suo corpo: egli percepisce una presenza maligna vicino a Kisha e avverte i due di non opporsi a questa presenza e di non filmarla. In seguito la ragazza viene posseduta sia fisicamente che spiritualmente, e Malcolm è costretto a chiamare Padre Daug, un prete-esorcista che in realtà è appena uscito dal carcere, ma nonostante ciò sembra conoscere qualcosa sull'argomento. Costui cerca di esorcizzare Kisha senza successo. Padre Daug chiede a Malcolm di chiamare degli esperti di fantasmi, e così ricompaiono i Ghostbusters Dan e Bobby, e il sensitivo Chip. I cinque, dopo aver fatto un lungo inseguimento per la casa fino alla cantina, assieme, affrontano la ragazza (che si arrampicava dovunque) e le rompono addosso di tutto, riuscendo apparentemente a guarirla, ma la notte successiva Kisha viene posseduta di nuovo e trascina Malcolm per la casa.

## Distribuzione
Il film è stato distribuito nelle sale cinematografiche statunitensi l'11 gennaio 2013 e in Italia dal 17 gennaio 2013, incassando 60 milioni di dollari, a fronte di un budget di 2.5 milioni di dollari.

### Edizioni home video
Il film è uscito in DVD e Blu-ray il 23 aprile 2013 in America.

## Sequel
Nel 2014 esce il sequel Ghost Movie 2 - Questa volta è guerra.